# Mesochorus canaveseus
Mesochorus canaveseus är en stekelart som beskrevs av Schwenke 1999. Mesochorus canaveseus ingår i släktet Mesochorus och familjen brokparasitsteklar. Inga underarter finns listade i Catalogue of Life.